# 布雷特·達文
布雷特·達文（Brett Davern，1992年3月16日—）是美國的一位演員。他最著名的作品是在《囧女珍娜》中飾演Jake Rosati角色。

## 外部連結
- 布雷特·達文在互联网电影资料库（IMDb）上的資料（英文）